# Краячич, Иван
Иван Краячич (сербохорв. Иван Крајачић / Ivan Krajačić; 29 августа 1906, Поляне, Австро-Венгрия — 10 сентября 1986, Загреб, СФРЮ) — югославский военный и политический деятель, участник Гражданской войны в Испании и Народно-освободительной борьбы Югославии; генерал-лейтенант, Народный герой Югославии. В 1963—1967 годах занимал пост председателя Сабора Хорватии.

## Биография
Иван Краячич родился 29 августа 1906 года в селе Поляне под Нова-Градишкой в большой и бедной крестьянской семье. Не имея средств на учёбу, в 1925 году Иван пошёл работать на шахту Лешляни. Во время работы в шахте он присоединился к молодёжному рабочему движению.
В 1927 году он пошёл на военную службу, служил в Главной мотоколонне в Белграде. За чтение оппозиционной прессы и распространение коммунистических идей среди солдат неоднократно подвергался дисциплинарным взысканиям.
В 1928 году, после окончания военной службы, Краячич перебрался в Загреб, где устроился на работу в Югославские железные дороги. В том же году он познакомился с Иосипом Броз Тито, бывшего в то время политическим секретарём местного комитета Коммунистической партии Югославии в Загребе.
В 1931 году он был принят в Союз коммунистической молодёжи Югославии. В начале 1933 года Краячич был арестован, но через 20 дней отпущен за недостаточностью улик. Благодаря стойкости, проявленной в полиции, сразу после освобождения его приняли в Коммунистическую партию Югославии. Тогда же он получил прозвище Стево, сохранившееся за ним на всю жизнь. В 1934 году он стал членом местного комитета КПЮ в Загребе, а в 1935 году — член Покраинского комитета КПЮ по Хорватии.

### Гражданская война в Испании
В 1936 году Краячич отправился учиться в Советском Союзе, но после начала Гражданской войны в Испании отправился туда. Стево состоял в батальоне «Чапаев» Тринадцатой интернациональной бригады. В конце 1936 года у Теруела он был ранен. В республиканской армии он имел звание капитана.
В 1939 году, после падения Испанской республики, Краячич с другими югославскими добровольцами попал во французский лагерь. Он оставался в лагере в течение месяца, после чего, благодаря партийной помощи, с чужим паспортом покинул лагерь и вернулся в Югославию. По возвращении в Загреб Краячич вернулся к работе на железной дороге и был избран в Центральный комитет коммунистической партии Хорватии.

### Народно-освободительная борьба
Начало войны встретил в Загребе, в июле 1941 года перебрался в Земун, где начал организовывать диверсии, однако по приказу ЦК КПХ вернулся в Загреб. В 1942 году связался с единомышленниками, которые занимали высокие посты в правительстве НГХ, и создал разведывательную сеть, которая в течение войны сообщала ценные сведения штабу Народно-освободительной армии и партизанских отрядов Югославии. Вовлёк в Народно-освободительное движение общественных деятелей и деятелей культуры. Назначен командиром 2-й (Загребской) оперативной зоны, в середине 1942 года помог Иво Лоле Рибару перейти на освобождённую от оккупации территорию, после чего вернулся в Загреб.
Краячич участвовал в Первом и Втором заседаниях Антифашистского вече народного освобождения Югославии и был избран в Президиум АВНОЮ на Втором заседании. Также он на Втором заседании Земельного антифашистского вече народного освобождения Хорватии был избран в Президиум, с осени 1942 года был членом ЦК Коммунистической партии Хорватии
В начале сентября 1943 года Краячич из соображений безопасности покинул Загреб и прибыл в Оточац, где находился доктор Иван Рибар, президент АВНОЮ и ЗАВНОХ, но именно это местечко подверглось нападению усташей. Краячич организовал вместе с Яковом Блажевичем защиту города, спасая делегацию ЗАВНОХ в боях за Сень, и был тяжело ранен.
В 1944 году по просьбе ЦК Коммунистической партии Хорватии Краячич прибыл на остров Вис в должности организационного секретаря. На обратном пути самолёт, в котором он находился вместе с Рэндолфом Черчиллем и советской военной миссией, потерпел катастрофу. Стево был ранен. Позже его назначили начальником Отделения по защите народа, которую он оставил в марте 1946 года, уже после войны.

### Послевоенная карьера
Стево был отправлен в запас в звании генерал-полковника и назначен министром внутренних дел правительства Народной Республики Хорватия, на посту проработал в 1946—1953 годах. В 1953—1963 годах — председатель Исполнительного вече Сабора Народной Республики Хорватия и член Союзного исполнительного вече. Президент Союза ветеранов Народно-освободительной войны в Хорватии в 1959—1961 годах В 1963—1967 годах — председатель Сабора Социалистической Республики Хорватии, член ЦК Союза коммунистов Хорватии и ЦК Союза коммунистов Югославии, член Главного комитета Социалистического союза трудового народа Хорватии и Союзного комитета Социалистического союза трудового народа Югославии. В 1968 году подал в отставку и ушёл из ЦК Союза коммунистов Хорватии.
Иван Краячич умер 10 сентября 1986 года в Загребе и был похоронен на кладбище Мирогой.

## Награды
Иван Краячич был награждён несколькими югославскими орденами, в том числе 23 июля 1952 года — орденом Народного героя.
В 1980 году Ивану Краячичу было присвоено звание почётного гражданина Загреба.